# Habenaria setacea
Habenaria setacea är en orkidéart som beskrevs av John Lindley. Habenaria setacea ingår i släktet Habenaria och familjen orkidéer.

## Underarter
Arten delas in i följande underarter:
- H. s. ecalcarata
- H. s. setacea